# Philippsruher Schlosskonzerte

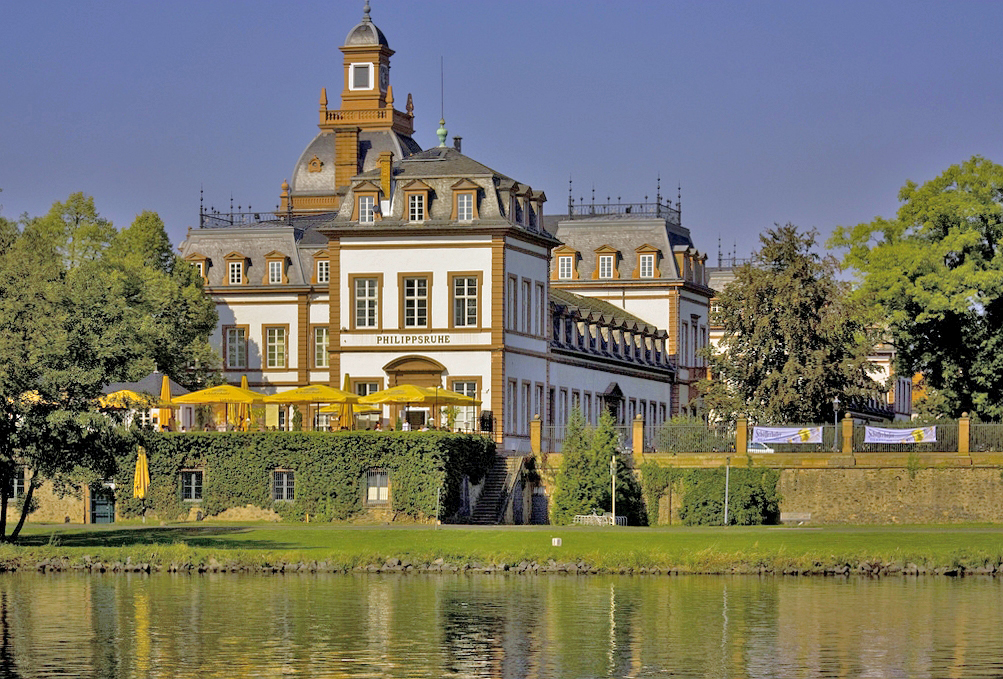
Schloss Philippsruhe in Hanau

Die Philippsruher Schlosskonzerte sind eine 1987 gegründete, jährlich stattfindende musikkulturelle Veranstaltungsreihe in Hanau (Hessen), die im Schloss Philippsruhe stattfindet.

## Geschichte

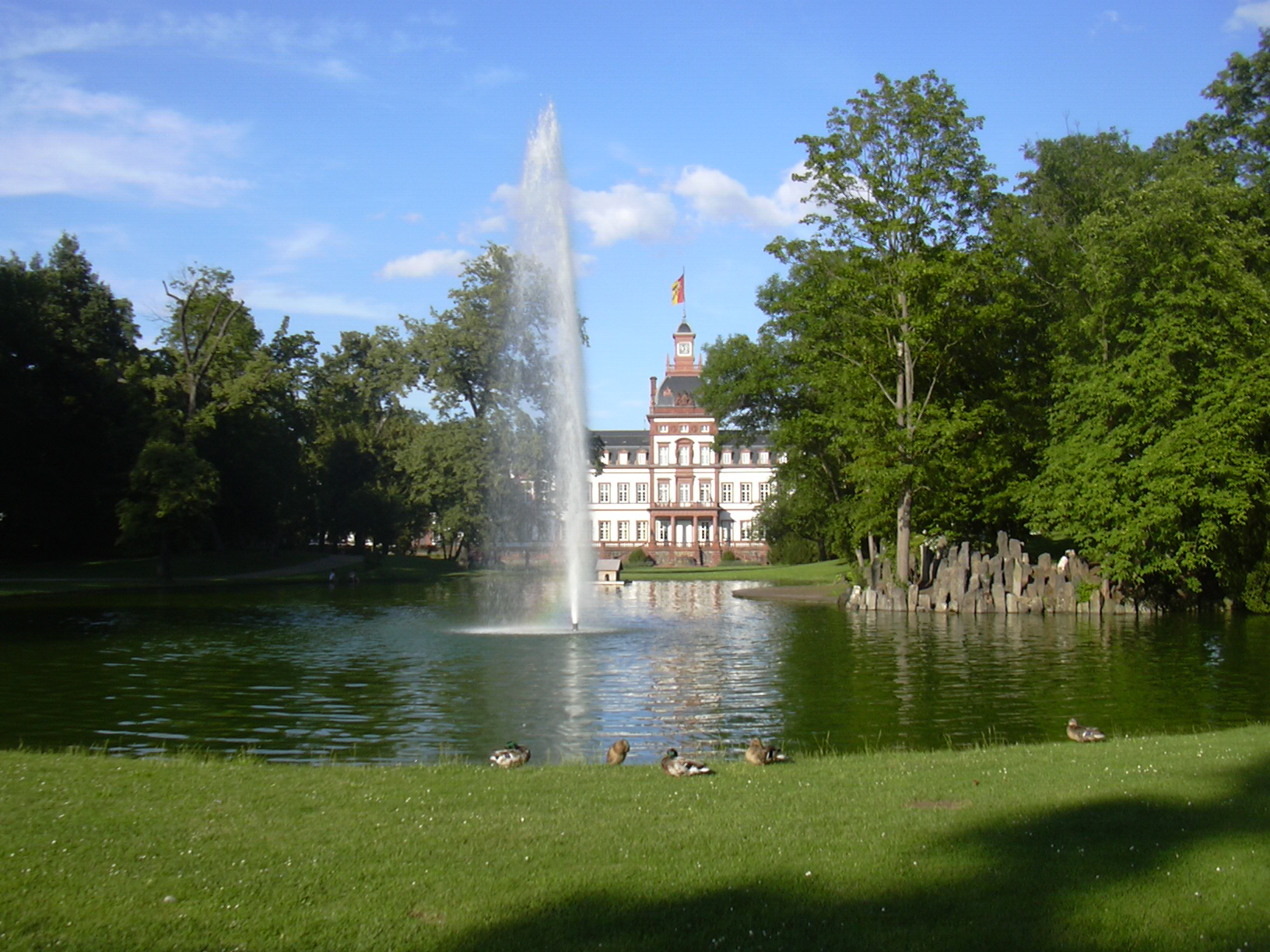
Park des Schlosses Philippsruhe

Die Philippsruher Schlosskonzerte wurden 1987 von dem Geiger Alois Kottmann initiiert und von der Stadt Hanau ins Leben gerufen. Gründungsensemble war das Collegium Instrumentale Alois Kottmann, das die Konzerte seitdem künstlerisch prägt. Die künstlerische Leitung oblag bis 2019 Alois Kottmann († 2021), dessen Nachfolge sein Sohn Boris Kottmann antrat.
Im April findet ein vorösterliches Konzert, im Juni ein Schlosskonzert im Park und im November ein Adventskonzert statt.
Als ständige solistische Gäste wirkten die Geiger Alois Kottmann und Boris Kottmann, der Gitarrist Olaf Van Gonnissen, die Flötisten Ingo Goritzki und Peter-Lukas Graf, die Oboistin Yeon-Hee Kwak, die Harfenistin Ursula Holliger und die Akkordeonistin Christiane Lüder; als  Ensemble die Solo-Bläser Rhein-Main. Rezitatoren waren Rosemarie Fendel und Peter Härtling.
Seit einigen Jahren finden Open-Air-Konzerte nicht nur im Schloss, sondern auch auf der Bühne der Brüder Grimm Märchenfestspiele im Amphitheater Hanau auf dem Gelände des Schlossparks statt.
Private Stifter haben es teilweise ermöglicht, dass die Philippsruher Schlosskonzerte auch Menschen unterer Einkommensschichten zugänglich gemacht werden konnten. Zu den Förderern der Schlosskonzerte gehören die Frankfurter Volksbank, die Stadt Hanau, die Stiftung der Sparkasse Hanau, die Fraport AG sowie eine Vielzahl von Unternehmen aus der Region.

## Förderverein und Sponsoren
Der Förderverein Philippsruher Schlosskonzerte e. V. hat sich die Pflege der deutsch-europäischen Musikkultur zur Aufgabe gemacht. Den Förderverein leitete Alois Kottmann. Mitglieder des Fördervereins erhalten bei den Eintrittskarten 10 Prozent Ermäßigung.